# I Just Want to Make Love to You
"I Just Want to Make Love to You" es una canción de blues de 1954 escrita por Willie Dixon, grabada por primera vez por Muddy Waters y lanzada como "Just Make Love to Me". La canción alcanzó el número cuatro en la lista de ventas de R&B de la revista Billboard.
Además del propio Muddy Waters en la voz, también le acompañan Little Walter con la armónica, Jimmy Rogers en la guitarra, Otis Spann en el piano, Willie Dixon en el bajo y Fred Below en la batería. Waters volvió a grabar la canción para el álbum Electric Mud (1968).

## Versión de Etta James
En 1961, Etta James grabó la canción para su álbum debut At Last!. Su interpretación también sirvió como cara B del single de la canción At Last que daba título al álbum. En 1996, se lanzó como sencillo en el Reino Unido después de aparecer en una campaña publicitaria de la bebida Coca-Cola Light. También apareció en el álbum en directo Burning Down the House de 2001 mezclada con la canción Born to be Wild de Steppenwolf.
| Lista                            | Puesto |
| -------------------------------- | ------ |
| Lista de singles holandeses      | 27     |
| Lista de singles del Reino Unido | 5      |

| Lista                             | Puesto |
| --------------------------------- | ------ |
| Lista de singles belgas (Flandes) | 31     |
| Lista de singles belgas (Valonia) | 15     |

## Versiones de Foghat
El grupo de blues rock Foghat lanzó una versión de estudio de "I Just Want to Make Love to You" en su álbum debut homónimo en 1972. La canción también se lanzó como sencillo y se convirtió en su primer éxito, alcanzando el puesto 83 en el Billboard Hot 100.
Se incluyó una versión de ocho minutos en el álbum en directo Foghat Live. Se lanzó un sencillo editado con el tiempo reducido a 3:56 minutos, con "Fool for the City" como cara B. La versión del single alcanzó el número 33 en el Billboard Hot 100.